# Moldava (Teplicei járás)
Moldava település Csehországban, Teplicei járásban. Moldava Rechenberg-Bienenmühle, Hrob, Osek, Hermsdorf/Erzgeb., Altenberg és Mikulov településekkel határos. Lakosainak száma 191 fő (2024. január 1.).

## Népesség
A település lakosságának változását az alábbi diagram mutatja:
| Lakosok száma | 1774 | 1890 | 1809 | 489  | 148  | 141  | 180  | 192  | 180  | 191  |
|               | 1869 | 1890 | 1921 | 1950 | 1980 | 2001 | 2017 | 2019 | 2022 | 2024 |